# Panera

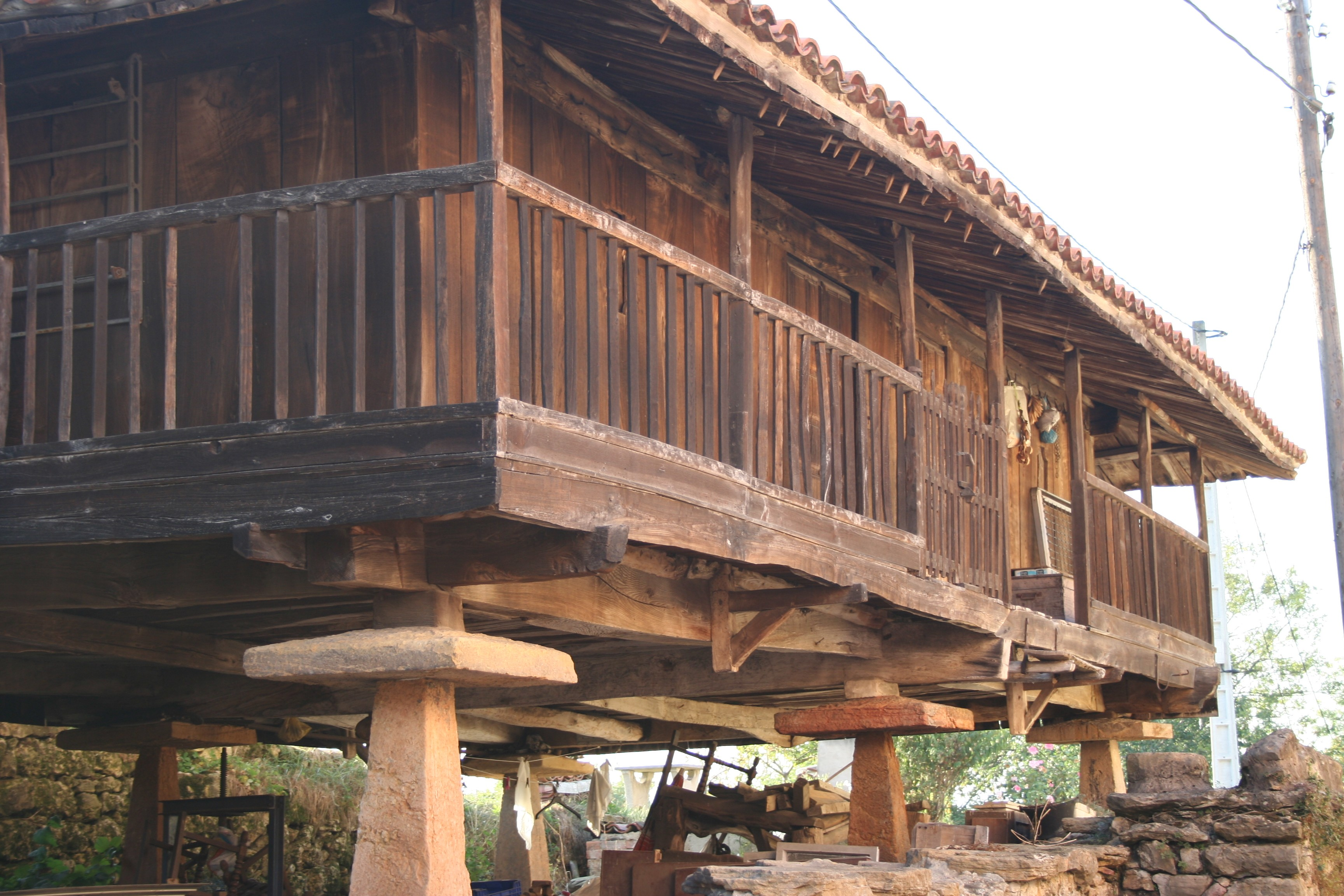
Panera típica das Astúrias.

Panera é um tipo de construção popular existente em Espanha.
É semelhante ao espigueiro português e ao hórreo espanhol.
É utilizada para armazenamento de cereais e difere das referidas por só ter como base de sustentação quatro pilares.